# Тихомир Пенов
Тихомир Пенов е български фотограф художник.

## Биография
Роден е на 25 ноември 1960 г. в Пловдив. Учи в ССХУ (Гимназията за сценични и екранни изкуства) в Пловдив (1975 – 1979) и в Техникума по полиграфия и фотография „Юлиус Фучик“ в София (1982 – 1984). Висше образование по фотография завършва във Филмовия и телевизионен факултет на Академията за сценични изкуства – ФАМУ в Прага (1987 – 1990).
Работи като студиен фотограф, фотограф на Медицинска академия, фоторепортер на вестник „Глас“, фоторедактор на списание „В Пловдив“, театрален фотограф, фоторепортер в Пресфото на БТА (1997), фотограф на Етнографския музей на открито „Етъра“.
Има над 30 самостоятелни изложби в България, Чехия, Словакия, Канада, Швейцария, Норвегия и Дания.

## Членства
- 1983 – Клуб на младия фотограф
- 1984 – Клуб на фотодейците в България
- 1984 – Фотограф-художник
- 1989 – Фотоагенция „Радост“ – Прага
- 1991 – Фотоагенция „Публифото“ – Монреал

## Отличия и награди
- 1982 – сребърен медал „Студентски мигове“
- 1984 – Специалната награда на Младите фотографи
- 1986 – Златен медал – Художествена самодейност
- 1995 – Втора награда – Земята и хората
- 1996 – Награда „Пловдив“ – за принос в изкуството
- 1997 – Първа награда – Фотоваканция
- 1998 – Първа награда – Фуджипрес фотография
- 2001 – Първа награда – Земята и хората
- 2001 – Първа награда – Кодак – Съвременна българска фотография
- 2001 – Статуетката на Фотографска академия за цялостно творчество
- 2003 – Първа награда – Бриколаж – Расте, но не старее ли
- 2003 – Първа награда – Българска фотожурналистика
- 2007 – Голямата награда на Канон-Бг за фотожурналистика